# EuroVelo 9
L’EuroVelo 9 (EV 9), detta anche «la strada dell'ambra», è una pista ciclabile parte della rete del programma europeo EuroVelo. Lunga 1.930 chilometri, unisce Danzica in Polonia a Pola in Croazia.